# Ádyton

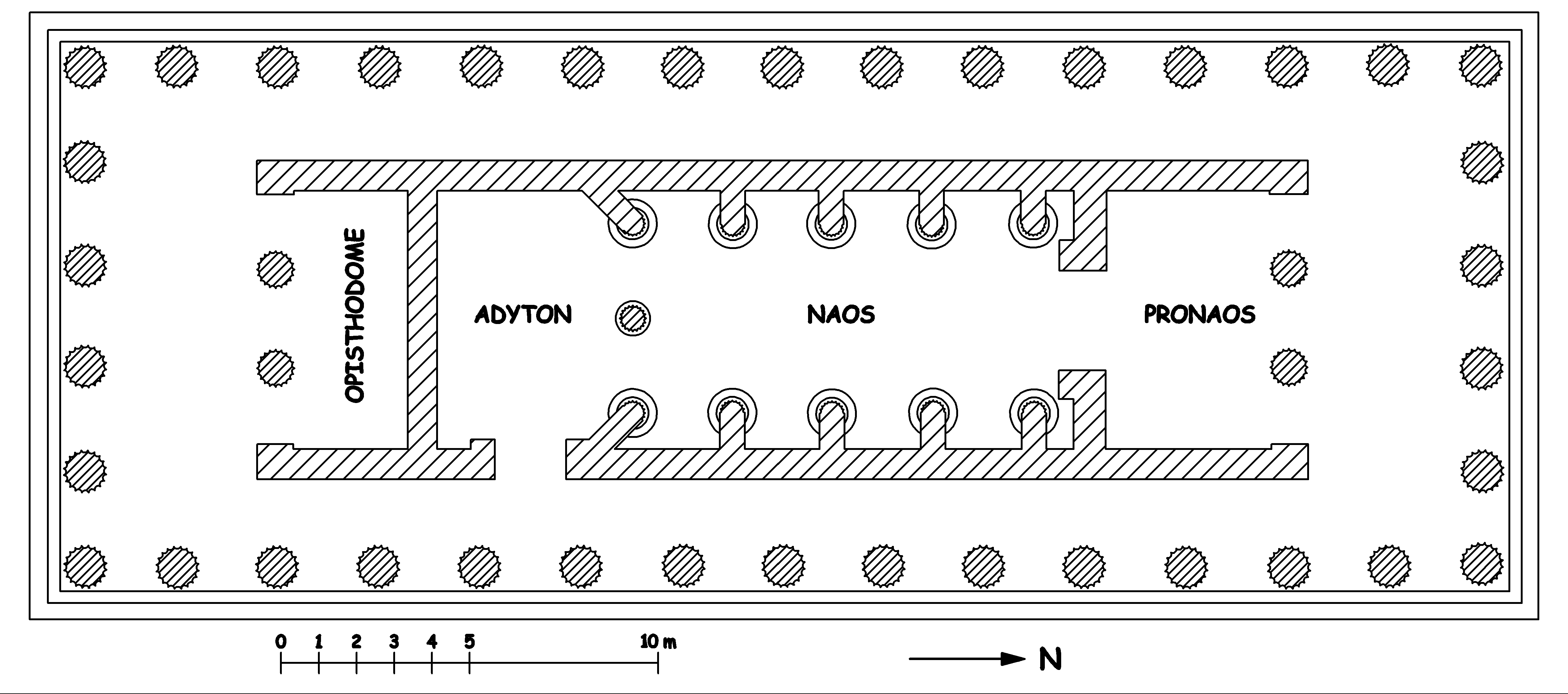
Ejemplo de ádyton del templo de Apolo de Figalia, en Arcadia.

El ádyton (griego τὸ ἄδυτον; literalmente, «lugar en el que no se puede entrar»; en latín, adytum) es un término de arquitectura que designa en un templo de Antigua Grecia a un espacio reservado para ciertas funciones, la mayoría religiosas. Se trata de una habitación o bien detrás del naos o bien encuadrada en la misma naos, en donde solo podían acceder los sacerdotes. Podía ser también subterráneo (se hablará entonces de cripta) o en cambio realzado sobre un podio.